# Kendahl Roufa
Kendahl Roufa (9 agosto 2002) è una sciatrice alpina statunitense.

## Biografia
Specialista delle prove tecniche attiva dal dicembre del 2018, in Nor-Am Cup Kendahl Roufa ha esordito il 14 marzo 2019 a Stowe Mountain/Spruce Peake in slalom speciale (33ª) e ha conquistato il primo podio il 25 febbraio 2024 a Devils Glen nella medesima specialità (3ª); ha debuttato in Coppa del Mondo il 16 novembre 2024 a Levi in slalom speciale, senza qualificarsi per la seconda manche. Non ha preso parte a rassegne olimpiche o iridate.

## Palmarès

### Nor-Am Cup
- Miglior piazzamento in classifica generale: 20ª nel 2024
- 1 podio:
  - 1 terzo posto